# 岬愛奈
岬 愛奈 （みさき あいな、1990年10月21日 - ）は、日本の元グラビアアイドル。

## 経歴
2017年1月デビュー。
イエローキャブ＋に所属していたが引退時はフリーとして活動していた。
2023年2月1日、芸能界を引退することを自身のTwitterにて発表した。
2023年4月8日をもって、引退した。
2025年7月17日発売のFRIDAY（2025年8月1日号）の袋とじグラビアで限定復活した。

## 人物
- 趣味は宝くじ購入と株主優待、特技はゲーム[4]。
- イメージビデオ3作目時点での体重は41.8kg[5]。

## 作品

### DVD
- ミルキー・グラマー（2017年1月20日、竹書房）
- White Love（2017年7月21日、イーネット・フロンティア）
- AINA MANIA（2017年11月30日、エスデジタル）[6]
- 愛のトリコ（2019年2月25日、エアーコントロール）
- 愛しい教え子（2020年10月21日、イーネット・フロンティア）
- 見えちゃった（2021年4月17日、双葉社）[7]
- もっと見えちゃた（2021年9月17日、双葉社）
- あなたにだけ（2022年2月25日、竹書房）
- 見せてあげる（2022年5月27日、スパイスビジュアル）
- 秘密の炎上交際（2022年9月27日、エアーコントロール）
- NUDE AINA（2023年3月17日、双葉社）

### 写真集
- All Aina　岬愛奈写真集（2021年7月30日、双葉社、ISBN 978-4575316339）
- Last Aina　岬愛奈写真集（2023年2月22日、双葉社、ISBN 978-4575317817）[3]